# Guvernul Bulgariei
Guvernul Bulgariei (în bulgară Министерски съвет, Minister stave) este principala autoritate a puterii executive în Republica Bulgaria. Este format din Prim-ministrul Bulgariei și toți miniștrii specializați.
După ce componența Consiliului de Miniștri este decisă de guvernul nou ales, deputații care sunt aleși să devină miniștri își pierd temporar drepturile de deputat în timp ce sunt miniștri. Aceste drepturi sunt restaurate dacă nu mai aparțin de Consiliul de Miniștri sau guvernul cade de la putere. Acest lucru este în contrast cu modul în care sunt tratați vicepremierii și alți oficiali guvernamentali atunci când sunt aleși ca deputați.
Uneori, în scopul păstrării reprezentării politice a diferitelor partide sau grupuri în Consiliul de Miniștri, poate fi numit unul sau mai mulți miniștri fără portofoliu (lipsit de un minister propriu).
Biroul Consiliului de Miniștri se află în centrul capitalei și face parte din ansamblul arhitectural Largo.

## Istoric
Primul guvern, Guvernul lui Todor Burmov, a fost numit la 5 iulie 1879 și a fost desființat la 24 noiembrie 1879, Șeful statului	în aceea perioadă era Alexandru I de Battenberg. Guvernul a fost succedat de guvernul Kliment Turnowski.
În timpul celui de-al Doilea Război Mondial, după marele bombardament asupra Sofiei la 10 ianuarie 1944, Consiliul de Miniștri a fost evacuat la Pancharevo, un sat din Regiunea Sofia.

## Structura cabinetului
Guvernul Jeliazkov este cel de al 105-lea și actualul guvern al Bulgariei. A fost învestit de parlament pe 16 ianuarie 2025, și este compus dintr-o coaliție formată din GERB, BSP-OL șI ITN. Guvernul este unul minoritar în parlament, acesta având sprijin la vot din partea APS, miniștri nominalizați fiind de la cele 3 formațiuni.
| Minister                                                           | Nume              | Partid | Partid      | În funcție din   | Până la |
| ------------------------------------------------------------------ | ----------------- | ------ | ----------- | ---------------- | ------- |
| Prim-ministru                                                      | Rosen Jeliazkov   |        | GERB        | 16 ianuarie 2025 | prezent |
| Viceprim-ministru fără portofoliu                                  | Atanas Zafirov    |        | BSP         | 16 ianuarie 2025 | prezent |
| Viceprim-ministru și Ministru al Inovării și Creșterii Economice   | Tomislav Donchev  |        | GERB        | 16 ianuarie 2025 | prezent |
| Viceprim-ministru și Ministru al Transporturilor și Comunicațiilor | Grozdan Karaciov  |        | ITN         | 16 ianuarie 2025 | prezent |
| Ministrul Finanțelor                                               | Temenujka Petkova |        | GERB        | 16 ianuarie 2025 | prezent |
| Ministrul Afacerilor Interne                                       | Daniel Mitov      |        | GERB        | 16 ianuarie 2025 | prezent |
| Ministrul Afacerilor Externe                                       | Georg Georgiev    |        | GERB        | 16 ianuarie 2025 | prezent |
| Ministrul Dezvoltării Regionale și Lucrărilor Publice              | Ivan Ivanov       |        | BSP         | 16 ianuarie 2025 | prezent |
| Ministrul Muncii și Politicii Sociale                              | Borislav Gustanov |        | BSP         | 16 ianuarie 2025 | prezent |
| Ministrul Apărării Naționale                                       | Atanas Zaprianov  |        | Independent | 16 ianuarie 2025 | prezent |
| Ministrul Justiției                                                | Georgi Georgiev   |        | GERB        | 16 ianuarie 2025 | prezent |
| Ministrul Educației și Științei                                    | Krasimir Vâlcev   |        | GERB        | 16 ianuarie 2025 | prezent |
| Ministrul Sănătății                                                | Silvi Tirilov     |        | ITN         | 16 ianuarie 2025 | prezent |
| Ministrul Culturii                                                 | Marian Bachev     |        | ITN         | 16 ianuarie 2025 | prezent |
| Ministrul Mediului și Apelor                                       | Manol Ganov       |        | BSP         | 16 ianuarie 2025 | prezent |
| Ministrul Agriculturii și Mâncării                                 | Georgi Tahov      |        | Independent | 16 ianuarie 2025 | prezent |
| Ministrul Economiei și Industriei                                  | Petar Dilov       |        | ITN         | 16 ianuarie 2025 | prezent |
| Ministrul Energiei                                                 | Jeko Stankov      |        | GERB        | 16 ianuarie 2025 | prezent |
| Ministrul Guvernării Digitale                                      | Valentin Mundrov  |        | Independent | 16 ianuarie 2025 | prezent |
| Ministrul Turismului                                               | Miroslav Borșoș   |        | GERB        | 16 ianuarie 2025 | prezent |
| Ministrul Tineretului și Sportului                                 | Ivan Peșev        |        | BSP         | 16 ianuarie 2025 | prezent |